# Christkönig-Kirche (Weßling)

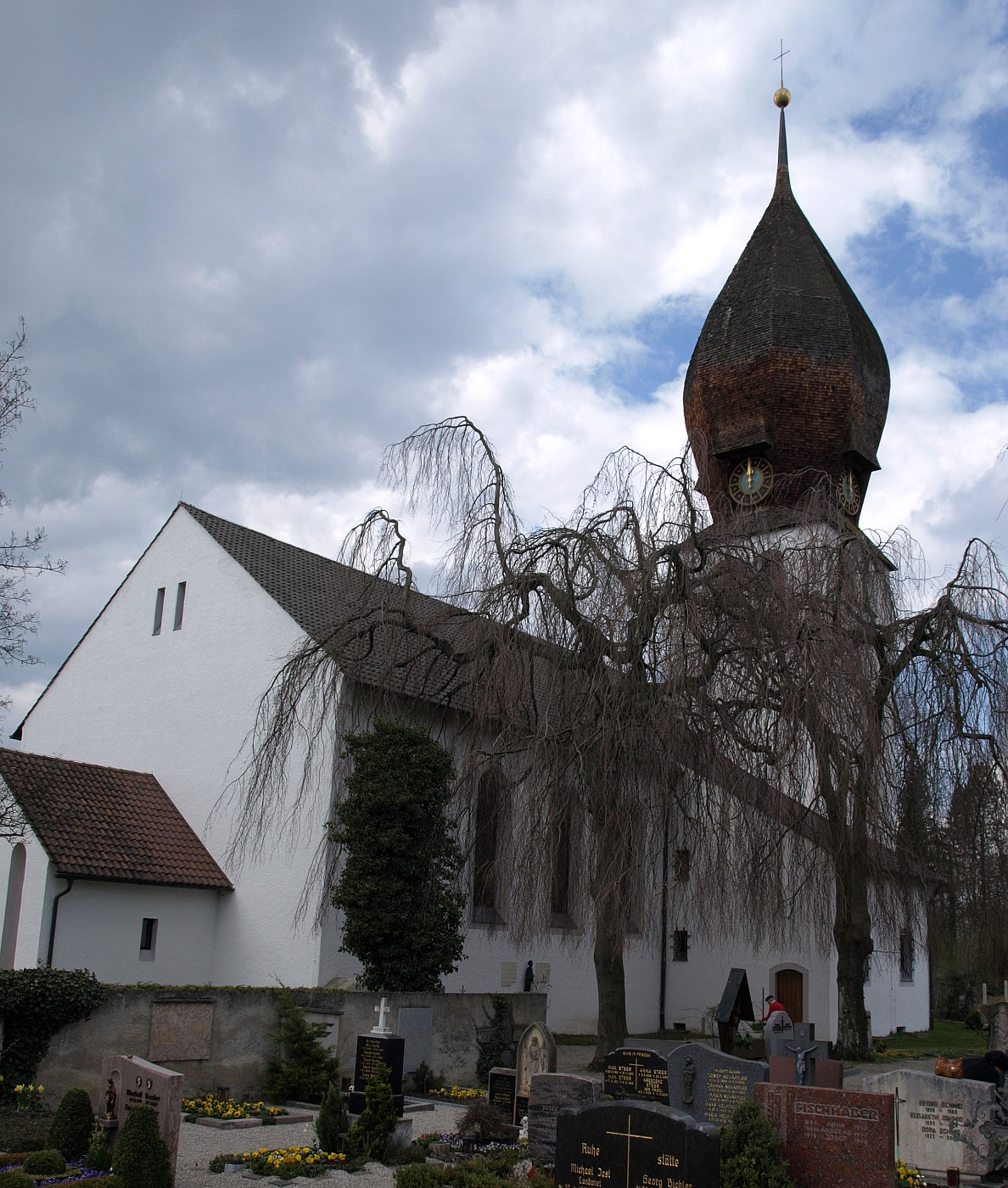
Christkönig-Kirche in Weßling

Die römisch-katholische Pfarrkirche Christkönig ist ein Baudenkmal in Weßling im Landkreis Starnberg.

## Geschichte
Der Bau der Kirche wurde 1937 beantragt und die Weihe fand 1939 statt. Es handelt sich um eine sogenannte Scheunenarchitektur von Thomas Wechs. 2016 bis 2021 wurde unter der Leitung von Architekt Klaus Pilz eine umfassende Sanierung des Gotteshauses durchgeführt, bei der unter anderem die Kirchturmkuppel neu eingedeckt wurde.

## Baubeschreibung
Die Christkönig-Kirche ist ein Saalbau. Der Turm des Gotteshauses hat eine gedehnte, 18 Meter hohe Zwiebelhaube. Warum diese so hoch ausgeführt wurde, ist unklar, ursprünglich war sie nur 5 Meter hoch geplant. Südlich schließt sich ein Trakt mit dem Pfarrhaus an, nördlich der Friedhof aus der gleichen Zeit.

## Ausstattung

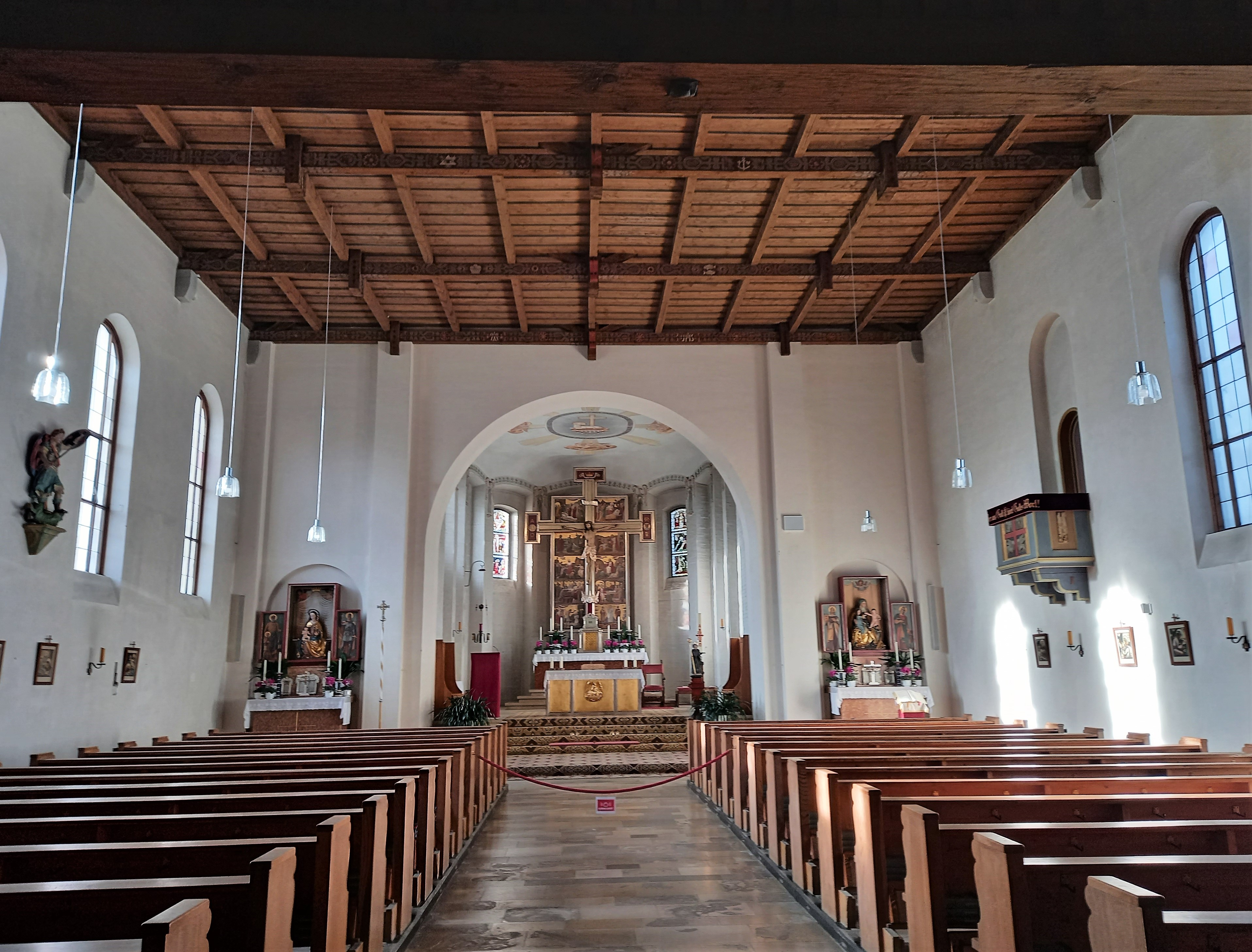
Innenraum

Das Kruzifix aus Schwaben im Hochaltar ist um 1500 entstanden. Die Bildwerke in den Seitenaltären zeigen die Muttergottes und die heilige Anna und stammen ebenfalls aus der Zeit um 1500. Die bäuerlichen Figuren an der Nordwand, der heilige Michael und die Kreuzgruppe sind aus der Barockzeit und stammen eventuell aus der alten Pfarrkirche St. Mariä Himmelfahrt.

## Orgel

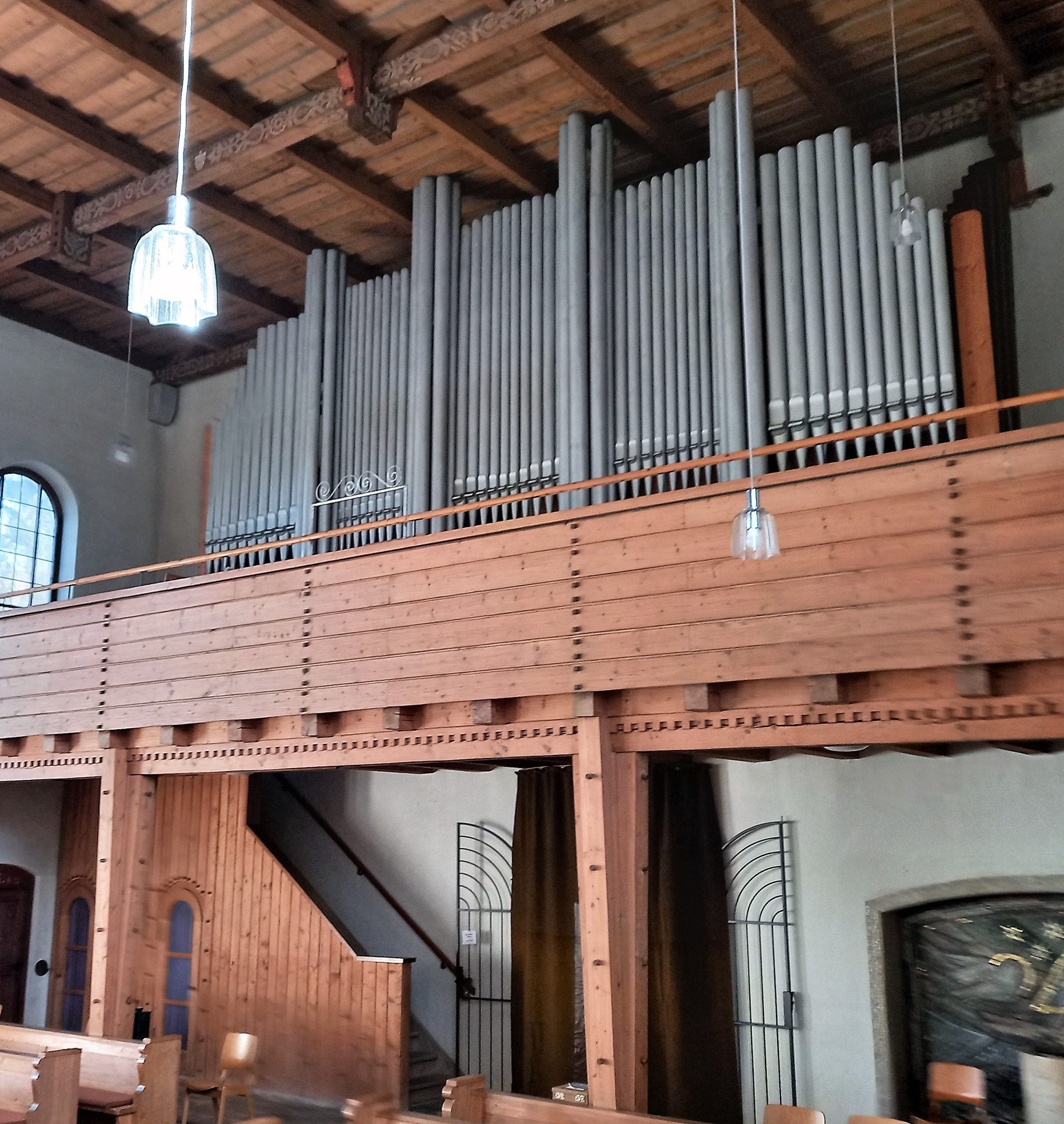
Die Koulen-Orgel, ursprünglich für die Augsburger Synagoge erbaut

Die von H. Koulen & Sohn im Jahre 1917 erbaute Orgel der Christuskirche stand ursprünglich in der Augsburger Synagoge. Sie hat 28 Register, zwei Manuale und ein elektrisches Gebläse. Nach der Reichspogromnacht wurde das Instrument zu einem niedrigen Preis nach Weßling verkauft. Ob dieser einer Beschädigung oder der Not der jüdischen Gemeinde geschuldet war, ist unklar. In späteren Jahren wurde immer wieder eine Rückgabe der Orgel diskutiert.
Die Disposition der Orgel lautet:
| I Hauptwerk C–g3 |       |
| Bourdon          | 16′   |
| Prinzipal        | 8′    |
| Gedeckt          | 8′    |
| Quintatön        | 8′    |
| Dolce            | 8′    |
| Octav            | 4′    |
| Gemshorn         | 4′    |
| Kleingedeckt     | 4′    |
| Quintflöte       | 2 ⁄3′ |
| Mixtur           | 2′    |
| Trompete         | 8′    |

| II Schwellwerk C–g3 |       |
| Konzertflöte        | 8′    |
| Lieblich Gedeckt    | 8′    |
| Salicional          | 8′    |
| Vox coelestis       | 8′    |
| Geigenprinzipal     | 4′    |
| Hohlflöte           | 4′    |
| Sesquialtera        | 2 ⁄3′ |
| Blockflöte          | 2′    |
| Zimbel              | 1 ⁄3′ |
| Oboe                | 8′    |
| Clairon             | 4′    |

| Pedal C–f1   |     |
| Subbaß       | 16′ |
| Kontrabaß    | 16′ |
| Dolcebaß     | 16′ |
| Prinzipalbaß | 8′  |
| Flötbaß      | 4′  |
| Posaune      | 16′ |

- Koppeln: II/I, I/P, II/P, Superoktavkoppel II/I, Suboktavkoppel II/I, Superoktavkoppel II, Superoktavkoppel II/P
- Spielhilfen: Crescendo, 1 freie Kombination, Crescendo ab, Pianopedal, Zungen ab
- Bemerkungen: Kegellade, pneumatische Spiel- und Registertraktur